# Idrossilherderite
L'idrossilherderite è un minerale appartenente al supergruppo della gadolinite.